# 瓦斯卡科查湖 (瓦薩瓦西區)
11°09′38″S 75°37′15″W / 11.16056°S 75.62083°W
瓦斯卡科查湖（Waskhaqucha），是秘魯的湖泊，位於該國中部胡寧大區，由塔爾馬省的瓦薩瓦西區負責管轄，該湖泊長0.89公里、寬0.35公里，海拔高度3,847米。